# Fjällvedelvecklare
Fjällvedelvecklare (Cydia aureolana) är en fjärilsart som först beskrevs av Johan Martin Jacob af Tengström 1848.  Fjällvedelvecklare ingår i släktet Cydia, och familjen vecklare. Arten är reproducerande i Sverige.